# مکوان (ویسکانسین)
مکوان، ویسکانسین  (به انگلیسی: Mequon) شهری در شهرستان اوزاکی ایالت ویسکانسین است که در سال ۱۹۵۷ بنیان‌گذاری شده‌است. این شهر طبق سرشماری سال ۲۰۱۰ میلادی ۲۳٬۱۳۲ نفر جمعیت داشته‌است.